# Elaphoglossum acutifolium
Elaphoglossum acutifolium är en träjonväxtart som beskrevs av Eduard Rosenstock. Elaphoglossum acutifolium ingår i släktet Elaphoglossum och familjen Dryopteridaceae. Inga underarter finns listade.